# Horst Witzler
Horst Witzler (* 18. August 1932 in Wuppertal) ist ein ehemaliger deutscher Fußballtrainer.

## Sportlicher Werdegang
1959 trat Witzler auf Empfehlung von Hennes Weisweiler das Traineramt beim VfL Germania Leer in der Amateuroberliga Niedersachsen an. 1962 wechselte er zum Ligarivalen SV Meppen, den er 1964 zum Staffelsieg und in die letztlich erfolglos verlaufene Aufstiegsrunde zur zweitklassigen Regionalliga führte. Daraufhin wurde er vom Regionalligisten SV Arminia Hannover abgeworben. Nach einem vierten Tabellenplatz in der Spielzeit 1964/65 rangierte er auch im Verlauf der folgenden Spielzeit im vorderen Tabellendrittel, so dass er mit mehreren Vereinen aus dem Westen in Verbindung gebracht wurde. Zum 1. Juli 1966 übernahm er den West-Regionalligisten Schwarz-Weiß Essen, bei dem er einen Zwei-Jahres-Vertrag unterzeichnete. In der Spielzeit 1966/67 führte er die Mannschaft zur Vizemeisterschaft der West-Staffel hinter Alemannia Aachen. In der anschließenden Aufstiegsrunde zur Bundesliga duellierte sich die Uhlenkrug-Elf mit Südwestmeister Borussia Neunkirchen um den Erstligaaufstieg, letztlich wurde der Aufstieg um einen Punkt verpasst. Auch in den folgenden Jahren spielte er mit dem Klub im oberen Tabellendrittel mit, ein erneuter Einzug in die Aufstiegsrunde misslang jedoch.
Im Sommer 1970 wechselte Witzler als Nachfolger des scheidenden Hermann Lindemann zu Borussia Dortmund. Nach einem 13. Tabellenplatz in seiner ersten Spielzeit rutschte der Klub in der Spielzeit 1971/72 in Richtung Tabellenende. Nachdem die Borussen am 16. Spieltag eine 1:11-Niederlage gegen Bayern München kassiert hatten, erreichte die Mannschaft am letzten Vorrundenspieltag Anfang Dezember 1971 ein 1:1-Remis gegen Hannover 96. Kurz vor Weihnachten wurde Witzler auf dem 15. Tabellenplatz liegend von seinen Aufgaben entbunden und mit Herbert Burdenski, der von Westfalia Herne abgelöst wurde, ein Nachfolger ab dem 1. Januar verpflichtet.
Bereits im Februar 1972 zurrte Witzler sein nächstes Engagement fest, als der Regionalligist Rot-Weiss Essen – innerhalb weniger als eines Jahres waren mit Burdenski, Willi Vordenbäumen und János Bédl bereits drei Trainer für den Aufstiegskandidaten tätig – ihn als neuen Trainer ab Sommer 1972 verpflichtete. Beinahe hätte er letztlich einen Bundesligisten übernommen, als West-Vizemeister scheiterte RWE in der Aufstiegsrunde nur aufgrund der schlechteren Tordifferenz gegenüber den punktgleichen Kickers Offenbach. Unter seiner Leitung wurde die Mannschaft rund um Dieter Bast, Harry de Vlugt, Eberhard Strauch, Hermann Erlhoff und Willi Lippens mit 104 Saisontoren in der Spielzeit 1972/73 Westmeister und marschierte mit sechs Siegen aus acht Spielen ohne Niederlage durch die Aufstiegsrunde. Nach einer Spielerrevolte, bei der sich sieben Spieler gegen ihn aussprachen, entband ihn der Vorstand des Klubs am 27. September 1973 von seinen Traineraufgaben und betraute den bisherigen Spieler Diethelm Ferner mit der Trainingsarbeit beim Bundesligisten. Ein Angebot, als Technischer Direktor weiter für den Verein tätig zu sein, lehnte er ab und es kam zu Verhandlungen vor dem Arbeitsgericht, da er für die restlichen 32 Monate Vertragslaufzeit eine Entschädigung einforderte.
1974 übernahm Witzler von Aufstiegstrainer Albert Becker den 1. FC Mülheim, der sich für die 2. Bundesliga qualifiziert hatte. Wenige Wochen nach Saisonbeginn wechselte er Ende Oktober als Nachfolger von Michael Pfeiffer und Interimslösung Gerd Prokop zum Ligakonkurrenten Alemannia Aachen. Nachdem er die Mannschaft am Tabellenende übernommen hatte, führte er sich in der Zweitliga-Spielzeit 1974/75 zum Klassenerhalt. Im Januar 1976 wurde er von der Vereinsführung entlassen, beim seinerzeit auf dem 16. Tabellenplatz platzierten Klub verwies man auf „große[s] vereinsschädigendes[s] Verhalten“.
Nach einem Belgienaufenthalt bei AS Eupen kehrte er im April 1980 in den deutschen Profifußball zurück und wurde beim SC Herford Nachfolger des nach einer Niederlagenserie geschassten Günter Luttrop. Mit der Mannschaft verpasste er in der Spielzeit 1979/80 zwar sportlich als Viertletzter den Klassenerhalt, aufgrund des freiwilligen Rückzugs des elftplatzierten DSC Wanne-Eickel blieb sie jedoch zweitklassig. Mit Ablaufen seines Vertrages zum Saisonende endete auch seine letzte Tätigkeit im höherklassigen deutschen Fußball.
Später sprang Witzler wiederholt als „Feuerwehrmann“ bei der zweit- bzw. drittklassigen AS Eupen (1/86-86, 86/87) ein.